# The New Arab
The New Arab (arabisch العربي الجديد, DMG al-ʿArabī al-ǧadīd) ist ein 2014 gegründetes englisch- und arabischsprachiges Online- und Zeitungsmedium mit Sitz in London. Es ist zusammen mit dem 2015 gegründeten Fernsehsender Alaraby TV Teil des Projekts Al-Araby und gehört dem katarischen privatwirtschaftlichen Unternehmen Fadaat Media. Die Leitung des Gesamtprojekts verantwortete der palästinensische Akademiker Asmi Bischara.

## Geschichte
Unternehmensgeschichte
The New Arab wurde 2014 gegründet und erscheint als arabischsprachige Zeitung sowie in arabischer und englischer Sprache als Online-Medium. 2016 unterhielt das Medium Büros in London, Beirut und Doha.
Kontroversen und politische Zensur.
Der ägyptische Präsident Abd al-Fattah al-Sisi, der 2013 durch einen Militärputsch gegen den demokratisch gewählten Präsidenten Mohammed Mursi an die Macht gekommen war, warf 2014 The New Arab vor, "die ägyptische Stabilität ins Visier zu nehmen", ein Vorwurf, der von The New Arab zurückgewiesen wurde.
Anfang 2016 wurde The New Arab in Ägypten, Saudi-Arabien und den Vereinigten Arabischen Emiraten gesperrt.